# Filip Gavranović
Filip Gavranović (* 2. Oktober 1991 in Bjelovar) ist ein kroatischer Handballspieler.

## Karriere
Der 1,98 Meter große und 100 Kilogramm schwere Kreisläufer feierte sein internationales Debüt mit RK Poreč in der Saison 2011/12 im Europapokal der Pokalsieger. Bereits im darauffolgenden Jahr wechselte er nach Slowenien zu RK Koper, dadurch nahm er am Qualifikationsturnier der EHF Champions League teil. Man verlor beide Duelle und spielte in folge im EHC-Cup, in welchem man bis in die Gruppenphase kam, dort schied man unter anderem gegen Frisch Auf Göppingen aus. Seit der Saison 2013/14 läuft er in der Handball Liga Austria für Bregenz Handball auf. In seiner  ersten Saison in Österreich war er auf Anhieb unter den zehn besten Torschützen der Liga. Mit den Vorarlbergern nahm er 2013/14 erneut am EHC-Cup teil, konnte in der zweiten Qualifikationsrunde RK Maribor Branik aber nicht überwinden. Im Januar 2015 gab Gavranović bekannt, dass er ab Saisonbeginn 2015/16 für Pfadi Winterthur auflaufen wird. Nach zwei Jahren in der Nationalliga A wechselte der Kreisläufer zurück zu RK Poreč. Nach nur einem Jahr in seiner Heimat wurde er, mit dem HC Kriens-Luzern, erneut von einem Schweizer Verein verpflichtet.

## HLA-Bilanz
| Saison    | Verein           | Spielklasse | Tore | 7-Meter   | Feldtore |
| --------- | ---------------- | ----------- | ---- | --------- | -------- |
| 2013/14   | Bregenz Handball | HLA         | 152  | 0/1       | 152      |
| 2014/15   | Bregenz Handball | HLA         | 144  | 0/0       | 144      |
| 2013–2014 | gesamt           | HLA         | 296  | 0/1 (0 %) | 296      |